# Deutsche Fünfkampf-Meisterschaft 1939

Veranstaltungsort: Magdeburg

Die Deutsche Fünfkampf-Meisterschaft 1939 war eine Billard-Turnierserie und fand zum dritten Mal vom 19. bis 22. Januar in Magdeburg statt.

## Geschichte
Der große Favorit und Titelverteidiger August Tiedtke war für diese Meisterschaft gesperrt. Er hatte sich bei der Dreiband-Weltmeisterschaft in Buenos Aires nach Ansicht der nationalsozialistischen deutschen Regierung staatsfeindlich geäußert. Damit startete die Meisterschaft ohne klaren Favoriten. Der Frankfurter Walter Lütgehetmann, der erstmals an einer Fünfkampf-DM teilnahm, nutzte die Gunst der Stunde und holte sich ungeschlagen den Titel vor Ernst Rudolph und Werner Sorge. Auch bei der eine Woche später  ausgetragenen Fünfkampf-Weltmeisterschaft in Aachen bewies Lütgehetmann seine sehr gute Form und wurde erstmals Weltmeister. Durch die politische Angliederung Österreichs an das Deutsche Reich nahm auch der Wiener Leo Dekner an dieser Meisterschaft teil und belegte am Ende den fünften Platz.

## Modus
Reihenfolge der Endrechnung in der Abschlusstabelle:
1. PP = Partiepunkte
2. VGD = Verhältnismäßiger Generaldurchschnitt
3. MP = Matchpunkte
4. BVED = Bester Einzel Verhältnismäßiger Durchschnitt

Bei der Berechnung des VGD wurden die erzielten Punkte in folgender Weise berechnet:
Freie Partie: Distanz 200 Punkte (erzielte Punkte mal 1)
Cadre 45/2: Distanz 150 Punkte (erzielte Punkte mal 2)
Einband: Distanz 50 Punkte (erzielte Punkte mal 9)
Cadre 71/2: Distanz 100 (Punkte erzielte Punkte mal 3)
Dreiband: Distanz 20 Punkte (erzielte Punkte mal 40)
Alle Aufnahmen wurden mal 1 gewertet.
Der Fünfkampf wurde auch in dieser Spielfolge gespielt.
In der Endtabelle wurden die erzielten Partiepunkte vor den Matchpunkten und dem VGD gewertet.

## Abschlusstabelle
| Legende | Legende                                       |
| --- | --------------------------------------------- |
| Abk. | Bedeutung                                     |
| Pkt. | erzielte Punkte                               |
| Aufn. | benötigte Aufnahmen                           |
| ED | Einzeldurchschnitt                            |
| GD | Generaldurchschnitt                           |
| VGD | Verhältnismässiger Generaldurchschnitt        |
| BMD | Bester Mannschaftsdurchschnitt                |
| BED | Bester Einzeldurchschnitt                     |
| BSD | Bester Satzdurchschnitt                       |
| BEVD | Bester Einzel Verhältnismässiger Durchschnitt |
| HS | Höchstserie                                   |
| MP | Match Points                                  |
| PP | Partie Punkte                                 |
| G-U-V | Gewonnen-Unentschieden-Verloren               |
| SV | Satzverhältnis                                |
| WRP | Weltranglistenpunkte                          |
| | 1. Platz (Gold)                               |
| | 2. Platz (Silber)                             |
| | 3. Platz (Bronze)                             |
| | Bester GD des Turniers/Runde                  |
| | Bester VGD des Turniers/Runde                 |
| | Bester ED des Turniers/Runde                  |
| | Bester BVGD des Turniers/Runde                |
| | Beste HS des Turniers/Runde                   |
| (Evtl. finden nicht alle Begriffe Anwendung oder einige sind nicht aufgeführt. Diese können in der Liste der Karambolage-Begriffe nachgesehen werden.) |                                               |

| Endklassement | Endklassement                      | Endklassement | Endklassement | Endklassement | Endklassement |
| Platz         | Name                               | PP            | MP            | VGD           | BVED          |
| ------------- | ---------------------------------- | ------------- | ------------- | ------------- | ------------- |
| 1             | Walter Lütgehetmann (Frankfurt/M.) | 41:9          | 10:0          | 29,05         | 41,00         |
| 2             | Ernst Rudolph (Essen)              | 30:20         | 7:3           | 28,18         | 39,64         |
| 3             | Werner Sorge (Berlin)              | 21:29         | 2:8           | 23,03         | 44,56         |
| 4             | Otto Unshelm (Magdeburg)           | 21:29         | 4:6           | 22,79         | 23,33         |
| 5             | Leo Dekner (Wien)                  | 20:30         | 4:6           | 21,12         | 19,17         |
| 6             | Gerd Thielens (Gelsenkirchen)      | 17:33         | 3:7           | 22,36         | 21,67         |

## Disziplintabellen
| Platz | Name                | MP  | Pkte. | Aufn. | GD    | BED    | HS  |
| ----- | ------------------- | --- | ----- | ----- | ----- | ------ | --- |
| 1     | Walter Lütgehetmann | 8:2 | 902   | 27    | 33,40 | 100,00 | 188 |
| 2     | Ernst Rudolph       | 6:4 | 704   | 19    | 37,05 | 66,66  | 157 |
| 3     | Gerd Thielens       | 6:4 | 634   | 24    | 26,41 | 50,00  | 178 |
| 4     | Leo Dekner          | 6:4 | 788   | 31    | 25,41 | 100,00 | 189 |
| 5     | Werner Sorge        | 2:8 | 497   | 24    | 20,70 | 66,66  | 183 |
| 6     | Otto Unshelm        | 2:8 | 482   | 31    | 15,54 | 28,57  | 128 |

| Platz | Name                | MP   | Pkte. | Aufn. | GD    | BED   | HS  |
| ----- | ------------------- | ---- | ----- | ----- | ----- | ----- | --- |
| 1     | Werner Sorge        | 9:1  | 750   | 53    | 14,15 | 25,00 | 57  |
| 2     | Walter Lütgehetmann | 8:2  | 691   | 44    | 15,70 | 75,00 | 128 |
| 3     | Ernst Rudolph       | 7:3  | 612   | 43    | 14,23 | 30,00 | 76  |
| 4     | Otto Unshelm        | 4:6  | 599   | 57    | 10,50 | 15,00 | 46  |
| 5     | Gerd Thielens       | 2:8  | 447   | 54    | 8,27  | 8,33  | 50  |
| 6     | Leo Dekner          | 0:10 | 420   | 49    | 8,57  | -     | 59  |

| Platz | Name                | MP  | Pkte. | Aufn. | GD   | BED   | HS |
| ----- | ------------------- | --- | ----- | ----- | ---- | ----- | -- |
| 1     | Walter Lütgehetmann | 8:2 | 243   | 63    | 3,85 | 5,00  | 22 |
| 2     | Leo Dekner          | 8:2 | 209   | 72    | 2,90 | 5,55  | 19 |
| 3     | Gerd Thielens       | 6:4 | 209   | 57    | 3,66 | 5,55  | 30 |
| 4     | Ernst Rudolph       | 4:6 | 185   | 49    | 3,77 | 10,00 | 23 |
| 5     | Otto Unshelm        | 2:8 | 177   | 60    | 2,95 | 2,63  | 17 |
| 6     | Werner Sorge        | 2:8 | 194   | 81    | 2,39 | 5,00  | 21 |

| Platz | Name                | MP  | Pkte. | Aufn. | GD    | BED   | HS |
| ----- | ------------------- | --- | ----- | ----- | ----- | ----- | -- |
| 1     | Walter Lütgehetmann | 8:2 | 500   | 38    | 13,15 | 16,66 | 79 |
| 2     | Leo Dekner          | 6:4 | 399   | 45    | 8,86  | 9,09  | 47 |
| 3     | Ernst Rudolph       | 5:5 | 464   | 43    | 10,79 | 25,00 | 70 |
| 4     | Werner Sorge        | 4:6 | 403   | 46    | 8,76  | 20,00 | 44 |
| 5     | Otto Unshelm        | 4:6 | 342   | 48    | 7,12  | 12,50 | 41 |
| 6     | Gerd Thielens       | 1:9 | 345   | 42    | 8,21  | 10,00 | 50 |

| Platz | Name                | MP   | Pkte. | Aufn. | GD    | BED   | HS |
| ----- | ------------------- | ---- | ----- | ----- | ----- | ----- | -- |
| 1     | Otto Unshelm        | 9:1  | 100   | 168   | 0,595 | 0,833 | 7  |
| 2     | Ernst Rudolph       | 8:2  | 91    | 152   | 0,598 | 0,800 | 4  |
| 3     | Walter Lütgehetmann | 7:3  | 97    | 167   | 0,580 | 0,952 | 6  |
| 4     | Werner Sorge        | 4:6  | 87    | 162   | 0,537 | 0,909 | 7  |
| 5     | Gerd Thielens       | 2:8  | 74    | 154   | 0,480 | 0,909 | 4  |
| 6     | Leo Dekner          | 0:10 | 54    | 128   | 0,421 | -     | 3  |